# Al-Dżabirijja (Aleppo)
Al-Dżabirijja (arab. الجابرية) – wieś w Syrii, w muhafazie Aleppo. W 2004 roku liczyła 612 mieszkańców.